# Olivera Gajic
Olivera Gajic ist eine serbische Kostümbildnerin, die seit 1999 in den Vereinigten Staaten lebt und arbeitet. Ihre bislang bekannteste Produktion stellt der Jedermann der Salzburger Festspiele aus dem Jahr 2013 dar.

## Leben und Werk
Gajic studierte in Belgrad an der Universität der Künste Belgrad, erste Kostümbilder entstanden für Theater und Fernsehen in ihrem Heimatland. 1999 wechselte sie zum Masterstudium an die Abteilung für Theatre Design an die University of Connecticut. 
Seit 2000 arbeitet sie regelmäßig für das Berkshire Theatre Festival, an dem sie u. a. für August Strindberg Traumspiel,
Shakespeares Macbeth und Barries Peter Pan – alle in der Regie von Eric Hill – die Kostüme entwarf. Beim selben Festival arbeitete sie auch eng mit dem Regisseur Anders Cato zusammen – für Strindbergs Fräulein Julie  und dessen Vater, Ibsens Gespenster, sowie für die George-Bernard-Shaw-Stücke Candida, Frau Warrens Gewerbe und Haus Herzenstod. An der New Yorker Juilliard School gestaltete sie die Kostüme für Marlowes Edward II., sowie für Shakespeares Sommernachtstraum und dessen Heinrich V. An der Trinity Repertoire Company war sie u. a. im März 2013 für Jackie Sibblies’ Uraufführung Social Creatures in der Regie von Curt Columbus engagiert.
Eine enge Zusammenarbeit verband und verbindet Gajic mit dem amerikanischen Regisseur Brian Mertes. An der Trinity Repertoire Company erarbeiteten sie Norris’ Clybourne Park und Dostojewskis Verbrechen und Strafe, an der Juilliard School und Bartons Trilogie The Greeks und die Multimedia-Theaterarbeit The Americans, die Texte aus Sam Shepards Paris, Texas, Songs des Alternative Country Sängers Jim White, sowie Erzählungen von Studenten zu einer szenischen Collage verknüpfte. Auch entwarf die Künstlerin die Kostüme für das Lake Lucille Project von Mertes und seiner Ehefrau Melissa Kievman und deren legendäre Freilichtproduktionen von Tschechows-Stücken. 
Auf Ersuchen von Mertes wurde die Künstlerin 2013 von den Salzburger Festspielen für die Neuproduktion des Jedermann am Domplatz engagiert und konnte einen großen persönlichen Erfolg erringen.

„Zum eigentlichen Fest erscheint die Buhlschaft in einem hautfarbenen, mit glitzernden Kristallen besetzten Mieder und schwingendem roten Rock. Ein zartes, feminines Kleid, dem so gar nichts von den oft schweren, historischen Roben der Vergangenheit anhaftet. Die Frau, die das Kleid der Buhlschaft und alle anderen Kostüme für die Neuinszenierung des „Jedermann“ entworfen hat, heißt Olivera Gajic. Viele ihrer Arbeiten erinnern an märchenhafte Wesen, Feen und Figuren aus einem Zauberreich. Zart und verletzlich ebenso wie wild und ungestüm. „Kostüme erzählen Geschichten“, sagt die Designerin. Und sie liebt es, mit Stoff, Nadel und Faden Geschichten zu erzählen. Die Möglichkeit, mit ihren Entwürfen viele Bilder im Kopf entstehen zu lassen, war es auch, warum sie sich nicht für Mode-, sondern für Kostümdesign entschieden hat. „In der Mode entwirft man schöne Kleider nur um der Schönheit willen“, sagt Gajic. „Mir liegt das Geschichtenerzählen mehr, da steckt ein intellektueller Anspruch dahinter.““

Gajics Arbeiten waren auf der Prager Quadriennale für Bühnenbild und Theaterraum 2003 und 2007 zu sehen sowie in der Ausstellung Curtain Call: Celebrating a Century of Women Designing for Live Performance an der New York Public Library for the Performing Arts.

## Zitat
„Man kann viel über eine Person erfahren durch die Art, mit der sie sich kleidet. Kleider sprechen für sich selbst. Wenn ich einem Schauspieler also helfen kann, die Geschichte seines Charakters zu übermitteln, fühle ich mich erfolgreich. Dem Kostümdesign geht es um Schönheit und deren Unterschiede, es geht folglich nicht nur um hübsche Kleider. Es gibt so unterschiedliche Arten von Schönheit, hässlich kann auch wunderschön sein. Jedes Teil, das man einem Schauspieler überzieht, sagt so vieles über seine Rolle aus.“

## Auszeichnungen (Auswahl)
- 2010 New York Innovative Theatre Award
- 2012 Barrymore Award for Excellence in Theatre

## Nachweise
1. ↑  The Julliard Journal: Finds Inspiration In The Americans (Memento des Originals vom 28. Juli 2014 im Internet Archive)  Info: Der Archivlink wurde automatisch eingesetzt und noch nicht geprüft. Bitte prüfe Original- und Archivlink gemäß Anleitung und entferne dann diesen Hinweis., Zugriff am 28. Juli 2013
2. ↑  Salzburger Festspiele: Olivera Gajic für "Jedermann", Interview in Vogue, 17. Juli 2013

| Personendaten    | Personendaten                                               |
| ---------------- | ----------------------------------------------------------- |
| NAME             | Gajic, Olivera                                              |
| KURZBESCHREIBUNG | serbische Kostümbildnerin, die in den USA lebt und arbeitet |
| GEBURTSDATUM     | 20. Jahrhundert                                             |